# Гайавата
Гайавата (англ. Hiawatha, также известный как Айенвата (Ayenwatha), Айонвата (Aiionwatha), или Гайенвата (Haiëñ'wa’tha на языке онондага) был вождём коренных американцев доколониальной эпохи и одним из основателей Конфедерации Ирокезов. Согласно преданиям он был вождём племени или онондага, или племени мохок, или обоих. Есть версия, будто он родился в племени онондага, но потом был принят в племя мохок.
Гайавата был последователем Великого Миротворца Деганавиды, духовного вождя племени гуронов, кто предложил народам ирокезов с общими происхождением и языками объединиться. Гайавата доносил мысль Великого Миротворца, который не всем казался близким и говорил ломаным языком. Народы Сенека, Кайюга, Онондага, Онайда и Мохок убеждали объединиться в Пять Народов Конфедерации Ирокезов. Народ Тускарора присоединился к Конфедерации в 1722 году, став шестым народом Конфедерации.

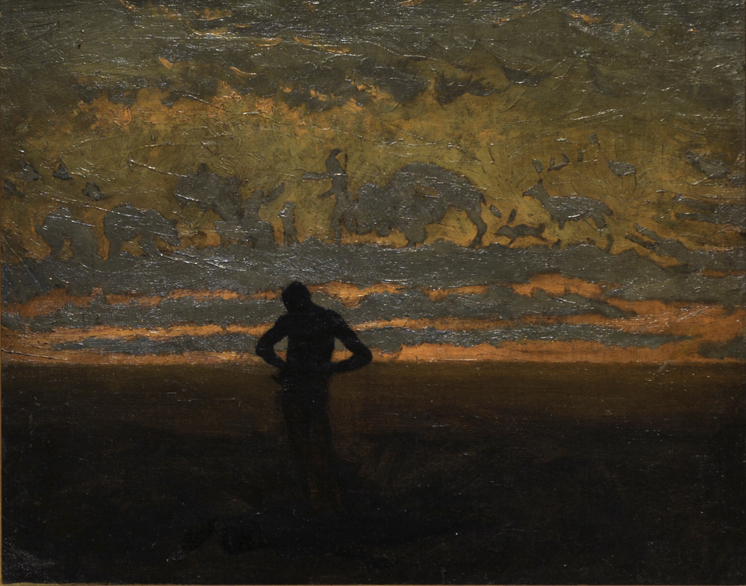
Гайавата. Томас Икинс.

## Затмение
Чтобы определить годы жизни Деганавиды и Гайаваты, учёные отмечают раскол в племени сенека, которое последним присоединилось к Конфедерации. Кровопролитное столкновение остановило солнечное затмение, отмеченное в 1920 году в «Легенды Ирокезов», рассказанные Сеятелем Маиса («the Cornplanter»), Уильяма Канфилда.
Исследователи, упоминавшие солнечное затмение (в хронологическом порядке): Пол А. У. Уоллес, Элизабет Тукер, Брюс Э. Йоханссен, Дин Р. Сноу, Барбара А. Манн и Джерри Л. Филдс, Уильям Н. Фентон, Дэвид Хэнидж, Гэри Уоррик (Gary Warrick) и Нета Кроуфолд.
После первого упоминания Канфилдом, а также в соответствии с мнением большинства, учёные установили 1451 год н.э. как наиболее вероятную дату упоминания солнечного затмения. Некоторые склоняются к 1142 году н. э., другие не поддерживают данный вопрос.
Археологические свидетельства разнятся. В 1982 году Дин Сноу заявил о невозможности солнечного затмения ранее 1350 года н. э. (тем самым исключая дату 1142 год н. э.). В 1998 году Фентон отверг 1451 год н. э., так как затмение произошло не позднее 1000 года н. э., следовательно в 1142 году н. э. Исследования 2007—2008 гг. подтвердили возможность затмения в 1142 году н. э., хотя большинство придерживаются времени затмения в 1451 году.
В соответствии с последней версией датировки затмения, рождения Гайаваты относят приблизительно к 1650 году.

## Пояс Гайаваты
Пояс Гайаваты (Вампум Гайаваты) состоит из 6574 бусин (38 рядов, 173 столбца), 892 из которых белые, а 5682 фиолетовые. Фиолетовый цвет символизирует небо или Вселенную, а белый — непорочность и Добрый Ум (чистые помыслы, милосердие и понимание). Вампум символизирует Пять Народов Конфедерации, проживавших с запада на восток в штате Нью-Йорк. Белые квадраты на поясе и символ дерева или сердца в центре означают племена сенека (Хранители Запада), кайюга (Жители Болот), онондага (Хранители Огня), онайда (Люди Стоящих Камней) и мохок (Хранители Востока). Белая лента без начала и конца, означая вечность, соединяет квадраты, не проходя по их центру, показывая равноправие и самобытность народов. Квадраты отражают идею укрепления территории, а пустота в центре — открытые сердце и душу.
Центральная фигура дерева напоминает о племени Онондага, которое проживало в столице Союза и разводило главный костёр на общем совете. В столице на берегу озера Онондага прозвучал призыв к миру, были зарыты топоры войны. От этого дерева расходятся четыре белых корня, которые несут в четыре стороны послания единства и мира. Практически в самом центре пояса располагается бусина из колониального свинцового стекла.
Пояс Гайаваты датируется серединой XVIII века. Создание пояса относится к бытности Конфедерации, но выставленный сегодня пояс ненастоящий.
За основу Флага Конфедерации Ирокезов в 1980-е году взят Вампум Гайаваты. Узор высечен на реверсе монеты серии «Американские индейцы» 2010 года (также известной как Доллар Сакагавеи). На логотипе команды Гамильтон Нэшнелз из Главной лиги лакросса также есть рисунок пояса.

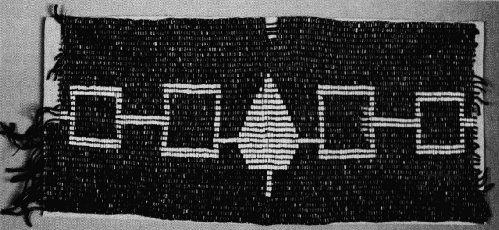
Вампум Гайаваты
Флаг Конфедерации Ирокезов

## Факты

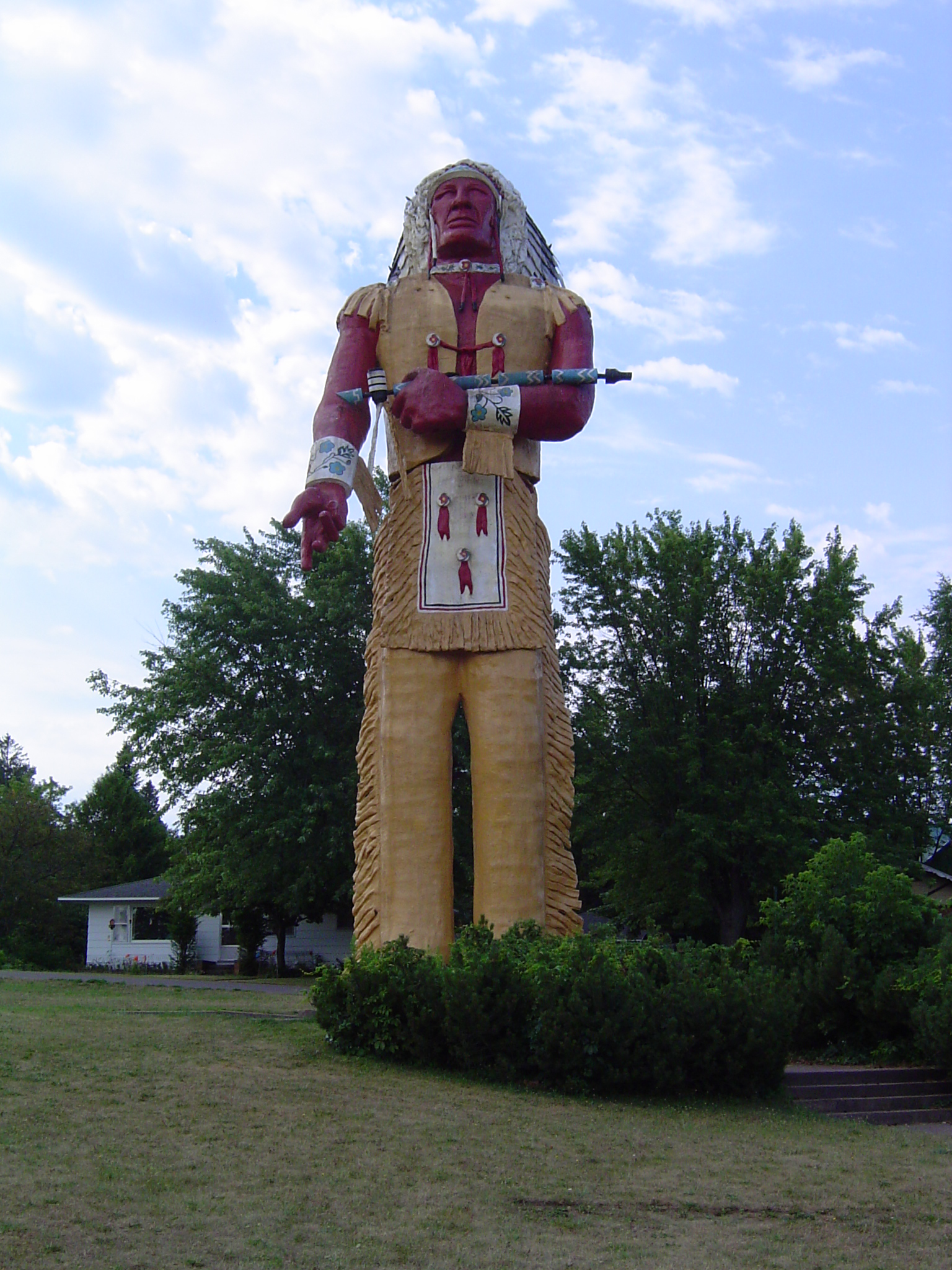
Статуя «самого высокого индейца» Гайаваты из стеклопластика установлена в 1964 году в Айронвуде, штат Мичиган.

- В 1950 году студия Monogram Pictures[англ.] планировала создание исторического фильма о Гайавате, но не получила разрешения. Тогда в роли миротворца Гайаваты могли увидеть пропаганду коммунизма[18][19].
- В 1997 году вышел фильм по мотивам поэмы Лонгфелло. Лента совместного производства США и Канады снималась в Онтарио, Канада[20].
- Велосипедная тропа Гайаваты, протяжённостью 26,66 миль (42,91 км) в Северном Айдахо и Монтане имеет преимущественное право движения по старым мостам и через старые тунели[21].
- В 1964 году в Айронвуде, штат Мичиган[англ.], установлена стеклопластиковая Статуя Гайаваты высотой 16 м и весом 7300 кг. Её называют «Самым большим и высоким индейцем в мире»[22].
- На Верхнем полуострове находится Лесной заповедник Гайавата[англ.] площадью 362 127 га.
- Один из поездов железнодорожной корпорации Amtrak, курсирующий несколько раз в день между Чикаго и Милуоки, называется «Hiawatha Service[англ.]»[23].
- Острова Торонто ранее носили название Остров Гайаваты[24].
- В компьютерных играх Цивилизация 3 и 5 (Sid Meier’s Civilization III и Sid Meier’s Civilization V) за Гайавату можно играть как за лидера ирокезов.
- В деревне Эссекс-Джанкшен штата Вермонт и Миннеаполисе начальные школы носят имя Гайаваты.